# NGC 6798
NGC 6798 é uma galáxia lenticular (S0) localizada na direcção da constelação de Cygnus. Possui uma declinação de +53° 37' 27" e uma ascensão recta de 19 horas, 24 minutos e 03,1 segundos.
A galáxia NGC 6798 foi descoberta em 5 de Agosto de 1885 por Lewis A. Swift.